# Edmund Wojciechowski (prawnik)
Edmund Wojciechowski (ur. 16 lipca 1903 w Anglii, zm. 23 lutego 1941 w obozie koncentracyjnym Auschwitz) – adwokat w Warszawie, radca prawny Społem, esteta i kolekcjoner dzieł sztuki.

## Życiorys
Syn Stanisława Wojciechowskiego Prezydenta RP i Marii z Kiersnowskich. W 1928 roku ukończył studia na Wydziale Prawa Uniwersytetu Warszawskiego.
Pierwszy raz Gestapo aresztowało go w ramach akcji AB 10 listopada 1939, jednak został zwolniony 4 kwietnia 1940 dzięki działaniom Jerzego Potockiego, dawnego adiutanta Józefa Piłsudskiego i senatora. Ponownie został aresztowany 12 lipca 1940 w grupie 70 adwokatów w związku z odmową wydalenia z palestry warszawskiej adwokatów pochodzenia żydowskiego. Niemcy zażądali od jego ojca, jako byłego Prezydenta RP, aby podpisał oświadczenie o konstytucyjnej nielegalności polskiego Rządu na uchodźstwie, w zamian obiecując zwolnienie syna. Wojciechowski odmówił.
15 sierpnia 1940 został wysłany do obozu Auschwitz, wśród 1666 osób pierwszego transportu z Warszawy. Więźniowie z tego transportu otrzymali numery od 1513 do 3179. Wojciechowski miał numer 2297. Zmarł 23 lutego 1941. Rodzina otrzymała telegram nadany z Oświęcimia zawiadamiający o jego śmierci, wkrótce też nadeszło pocztą pudełko z prochami. Zostały one pochowane na cmentarzu Powązkowskim w grobie, w którym później złożono jego rodziców (kwatera Pod katakumbami-1-92/93).

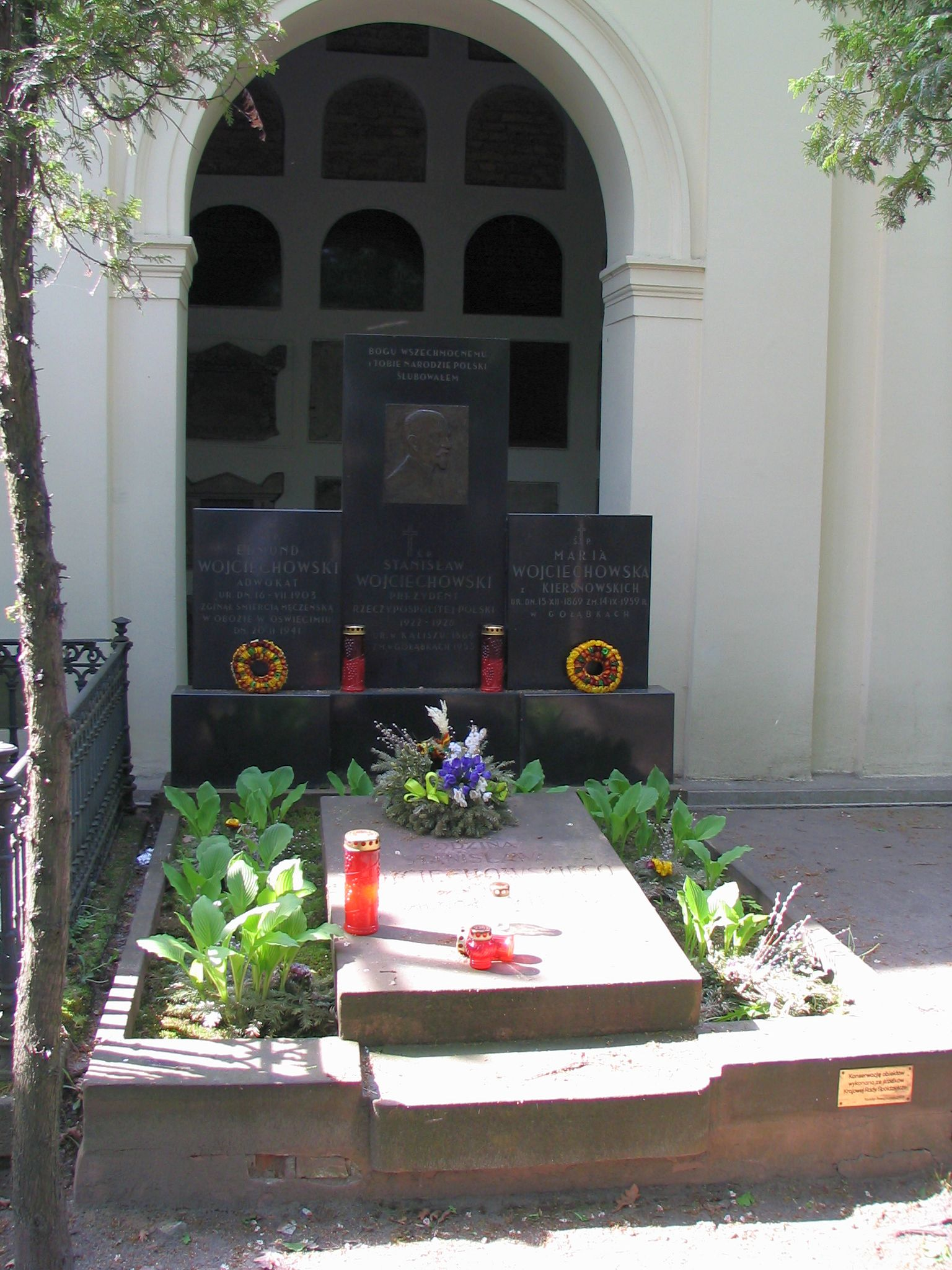
Grób rodzinny Wojciechowskich na warszawskich Powązkach

Był żonaty z Izasławą Xiężopolską (1909–1993), absolwentką Szkoły Głównej Handlowej w Warszawie (1933), córką Antoniego Xiężopolskiego, profesora Politechniki Warszawskiej i Heleny Thielman. Mieli dwoje dzieci: Ewę (ur. 1937) i Stanisława (ur. 1938, zm. 2012).